# Cappella di Santa Maria Addolorata all'Esquilino
La cappella di Santa Maria Addolorata all'Esquilino è una chiesa di Roma, nel rione Esquilino, in via di San Quintino.
La cappella, riccamente decorata, fu costruita nel 1928 e rinnovata nel 2001, e appartiene all'annesso convento delle Figlie di Nostra Signora al Monte Calvario. Sopra il portale d'ingresso si può leggere la frase Virgini perdolenti, sormontata da uno stemma in cui sono inserite le tre croci del Calvario.
L'interno della cappella è diviso in due parti da una cancellata, per separare la parte dell'aula liturgica riservata alle religiose, da quella riservata ai fedeli. Sulla sinistra entrando vi è la tomba di suor Maria Teresina Zonfrilli, deceduta nel convento il 20 gennaio 1934. Nel 1957 papa Pio XII introdusse la causa di beatificazione, per l'eroicità delle sue virtù.